# آرد سوخاری

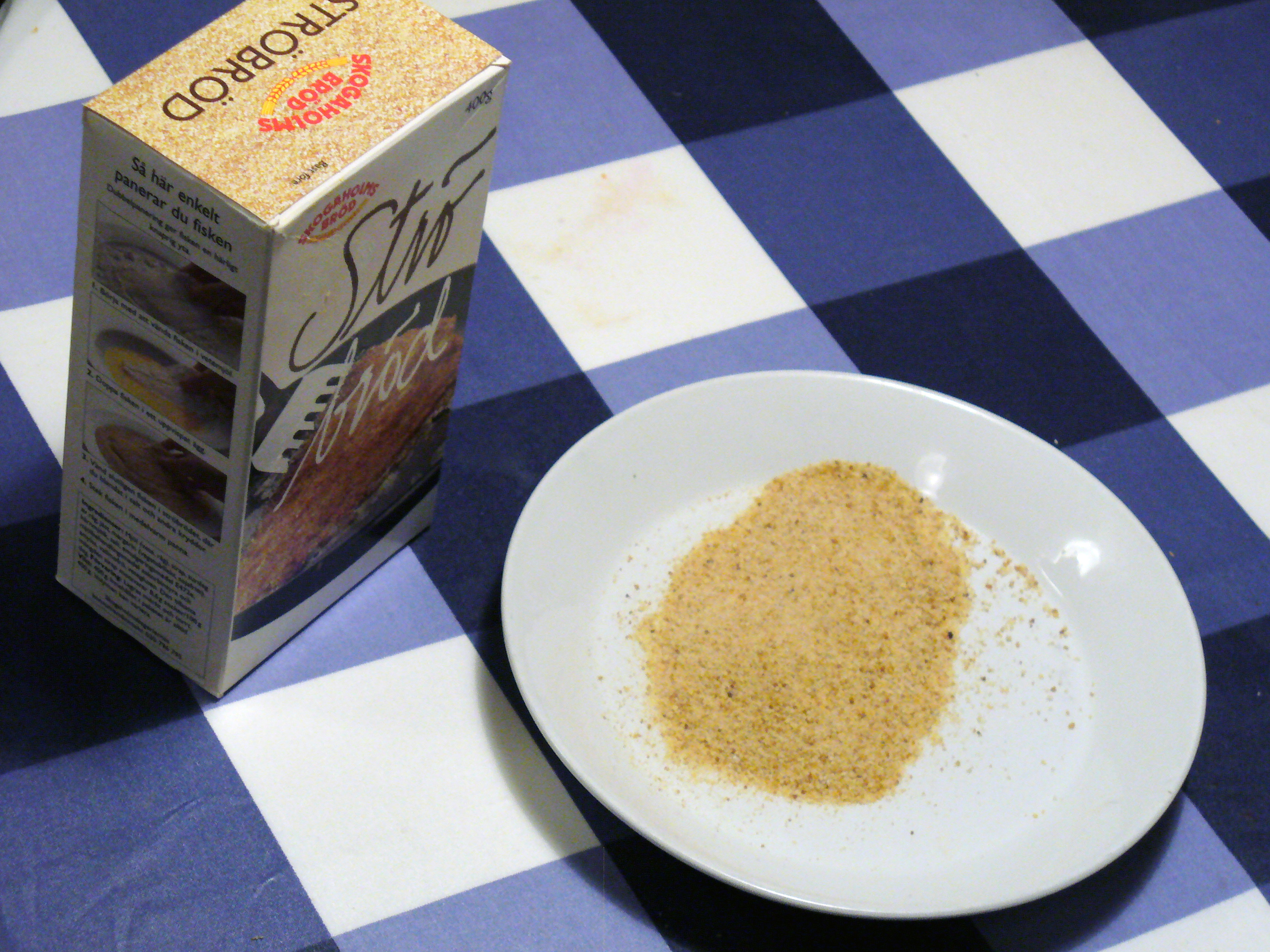
آرد سوخاری در جعبه و در بشقاب

پودر سوخاری یا آرد سوخاری معمولاً از نان‌های حجیم تهیه می‌شود. این نان‌ها به شکلی در برابر گرما قرار می‌گیرند که نم آنها از بین برود و به صورت خشک برون آیند. آرد سوخاری و نان سوخاری دو فراورده از یک خانواده هستند. این نان در اثر حرارت مجدد، رطوبت خود را از دست می‌دهد و خشک، قهوه‌ای و برشته می‌شود.
اگر این نان خشک شده را به صورت آرد درآوریم، آرد سوخاری به دست می‌آید. در واقع، نان تست چنانچه به فروش نروند، به دلیل بیات شدن دیگر به شکل نان قابلیت مصرف نبوده و اگر دچار فساد نشده باشند دوباره به کارخانه بازمی‌گردند و مجدداً در فر قرار می‌گیرند تا به صورت خشک شده (نان سوخاری) درآیند. این فرایند دربارهٔ نان‌هایی که قالب آنها دچار اشکال شده نیز رخ می‌دهد. پس از این مرحله، آنها را آسیاب و به شکل آرد سوخاری بسته‌بندی و روانه بازار می‌کنند. برای آماده‌سازی آرد سوخاری، نان دو بار تحت فرایند پخت قرار می‌گیرد و تهیه آن به‌طور مستقیم از آرد معمولی امکان‌پذیر نیست.
فرایندی که در آن سطح مواد غذایی با زبره، عموماً زبره نان، پوشانده می‌شود زبره‌پوشانی نامیده می‌شود. و ماده غذایی متشکل از آرد سوخاری و ادویه‌های مختلف برای این منظور را پودر سوخاری می‌نامند.

## پانکو

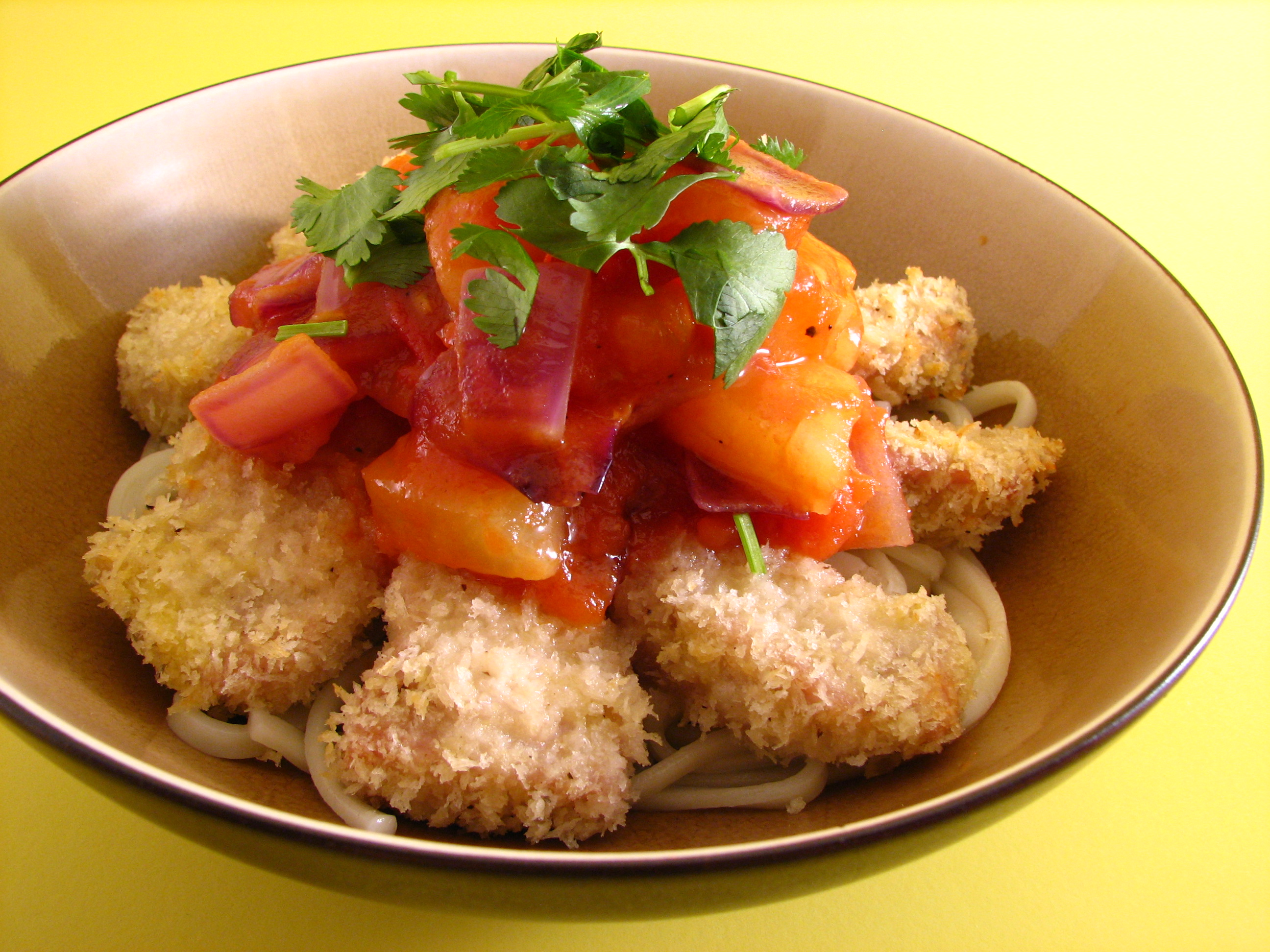
پانکوی پخته‌شده در کنار گوشت خوک با سس آناناس بر روی اودون

پانکو (パン粉) iپانکو نوعی آرد سوخاری استفاده شده در آشپزی ژاپنی است که برای سرخ کردن غذاهایی مثل تونکاتسو استفاده می‌شود. پانکو از نان‌های پخته‌شده با گذر جریان برق از خمیر تهیه می‌شود تا لبه‌ای به دو نان تشکیل نشود.

## گالری تصاویر

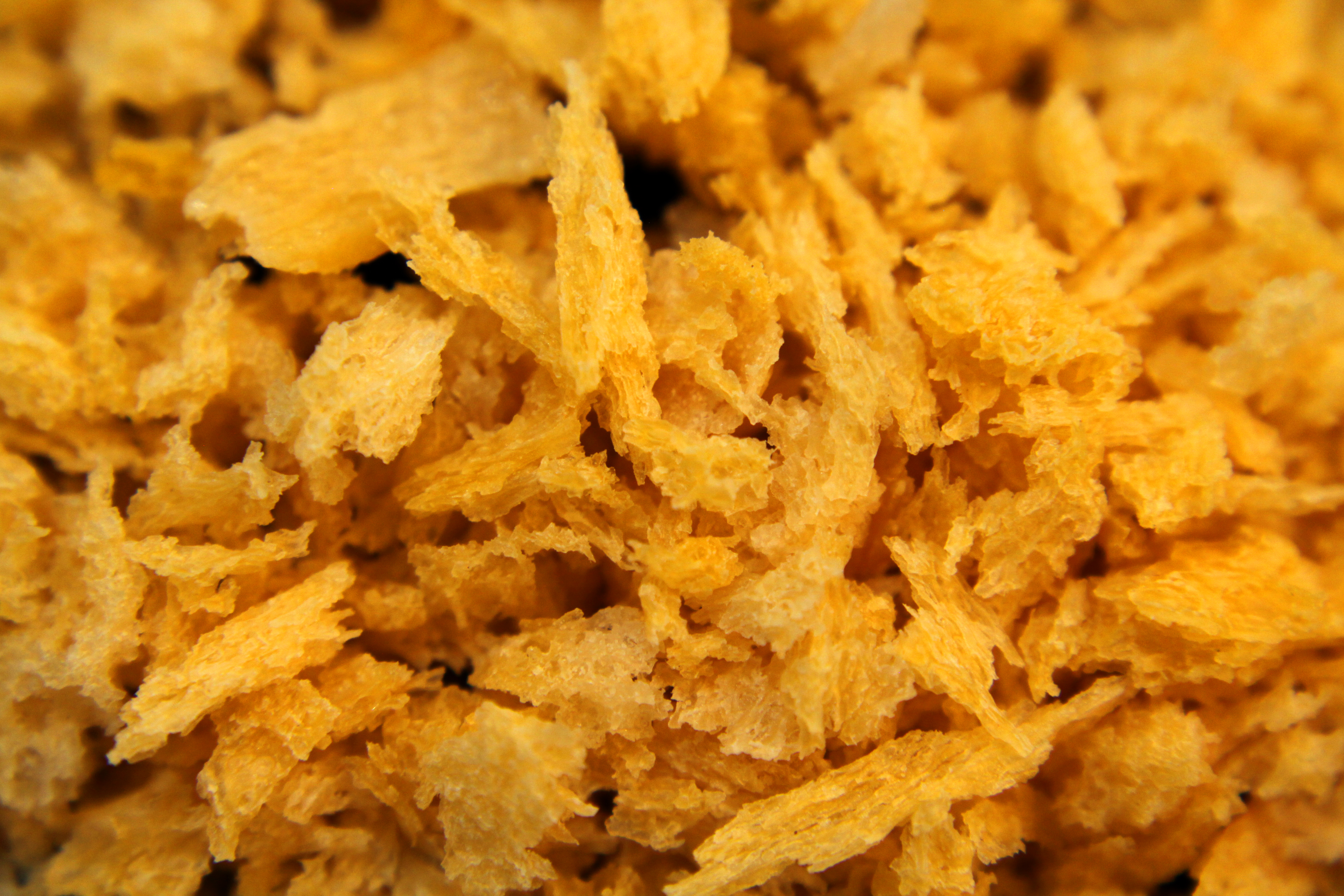
پودر سوخاری پانکو با طعم پاپریکا
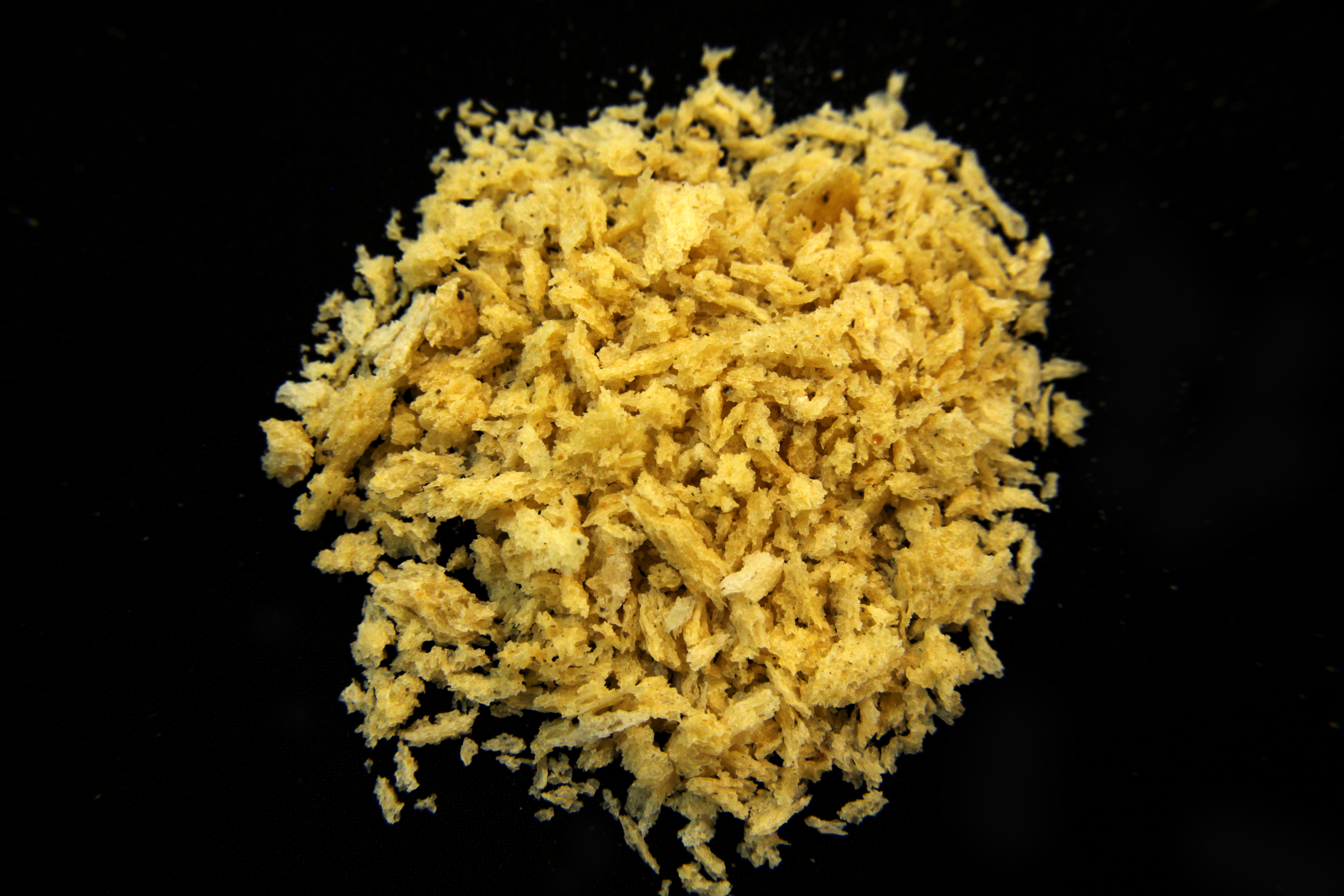
پودر سوخاری پانکو با طعم اسپایسی
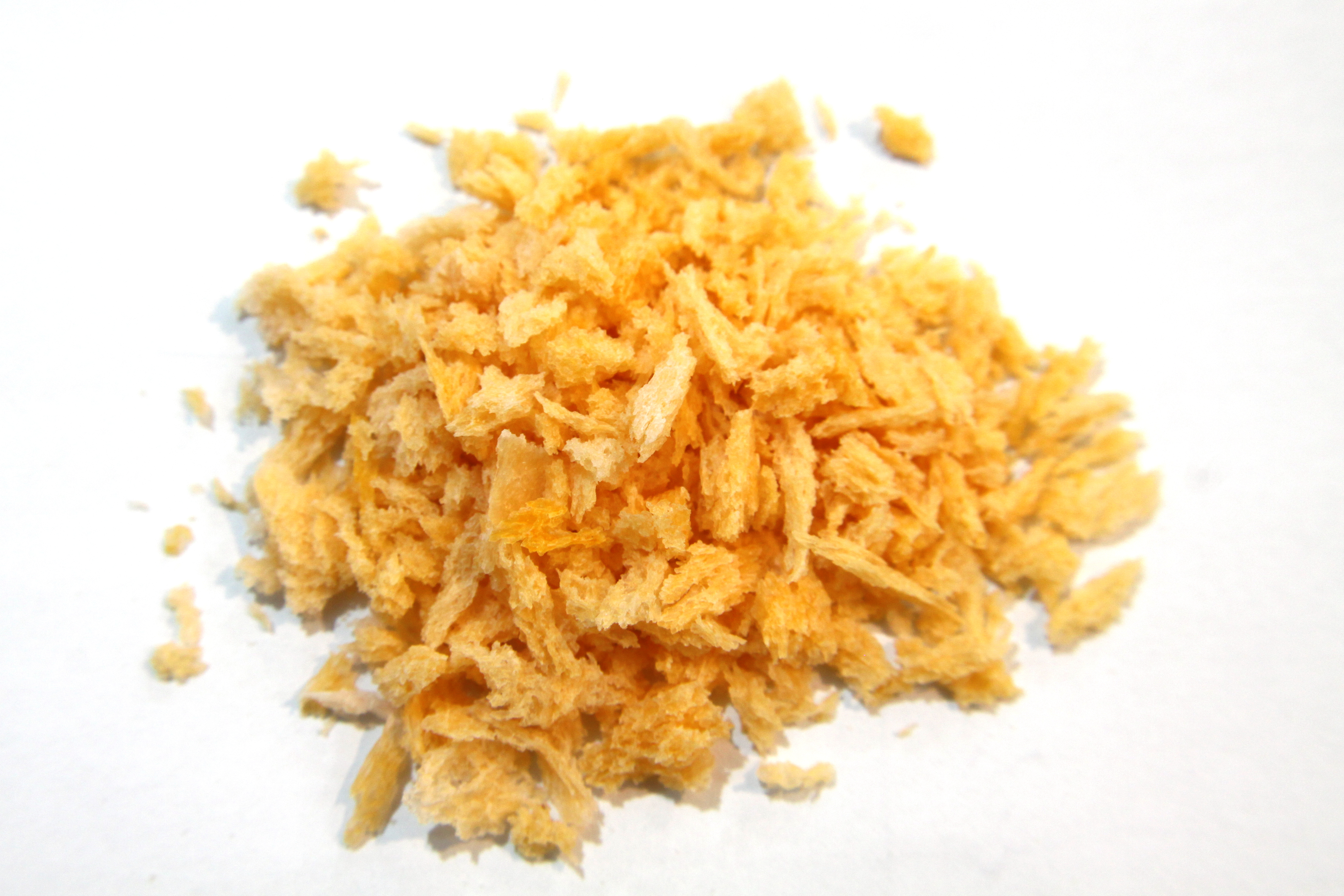
پودر سوخاری پانکو با طعم پاپریکا
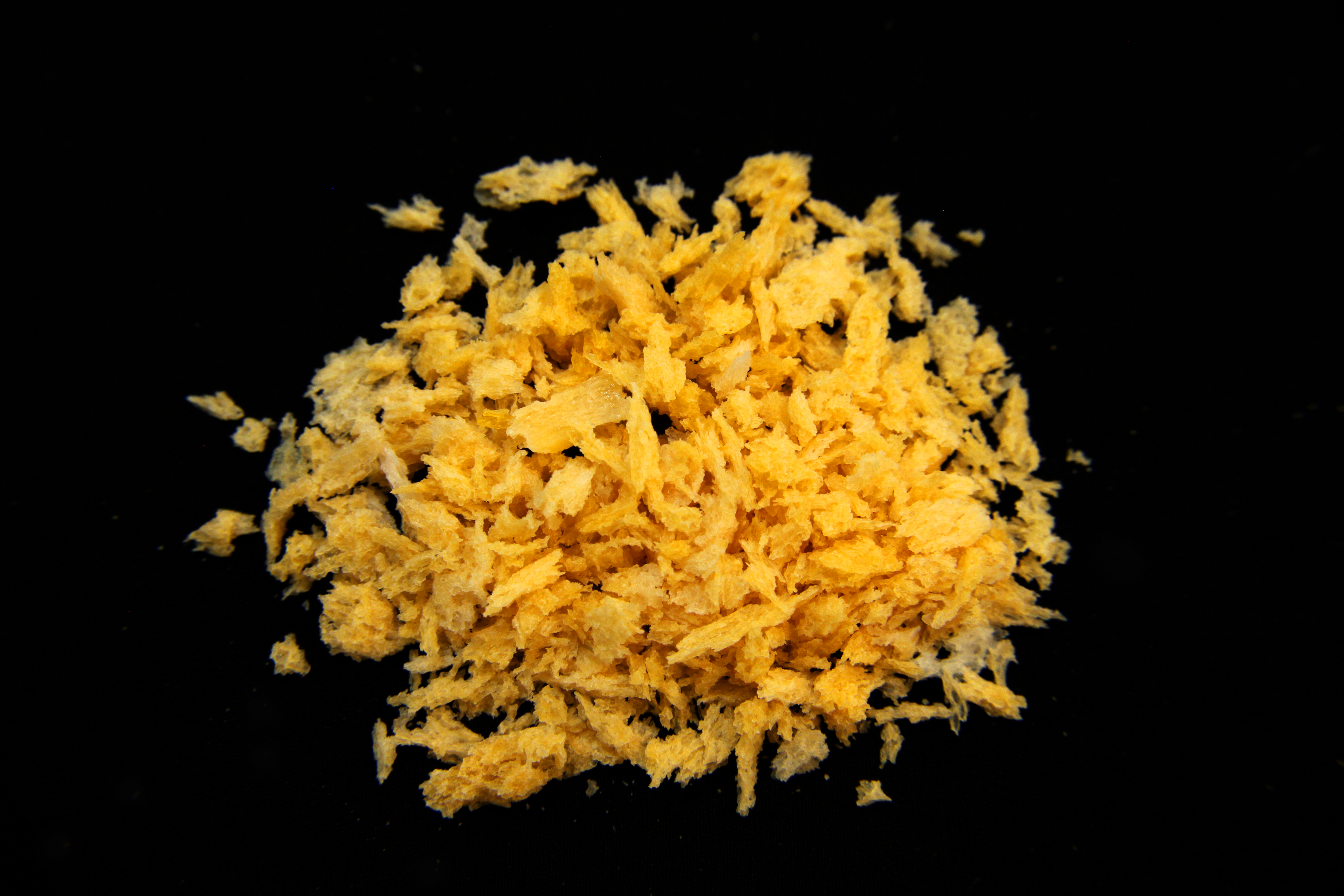
پودر سوخاری پانکو با طعم پاپریکا
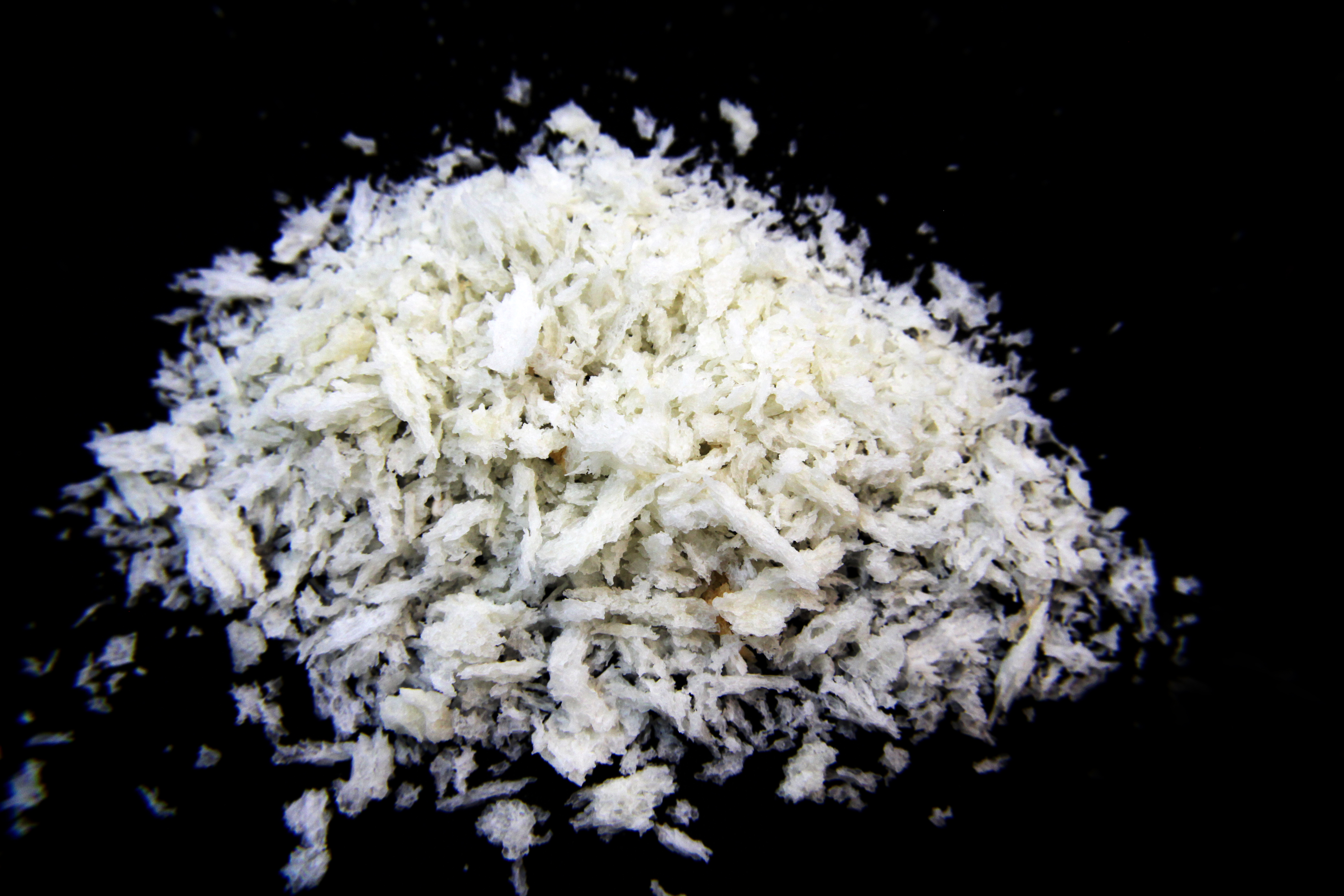
پودر سوخاری سفید پانکو
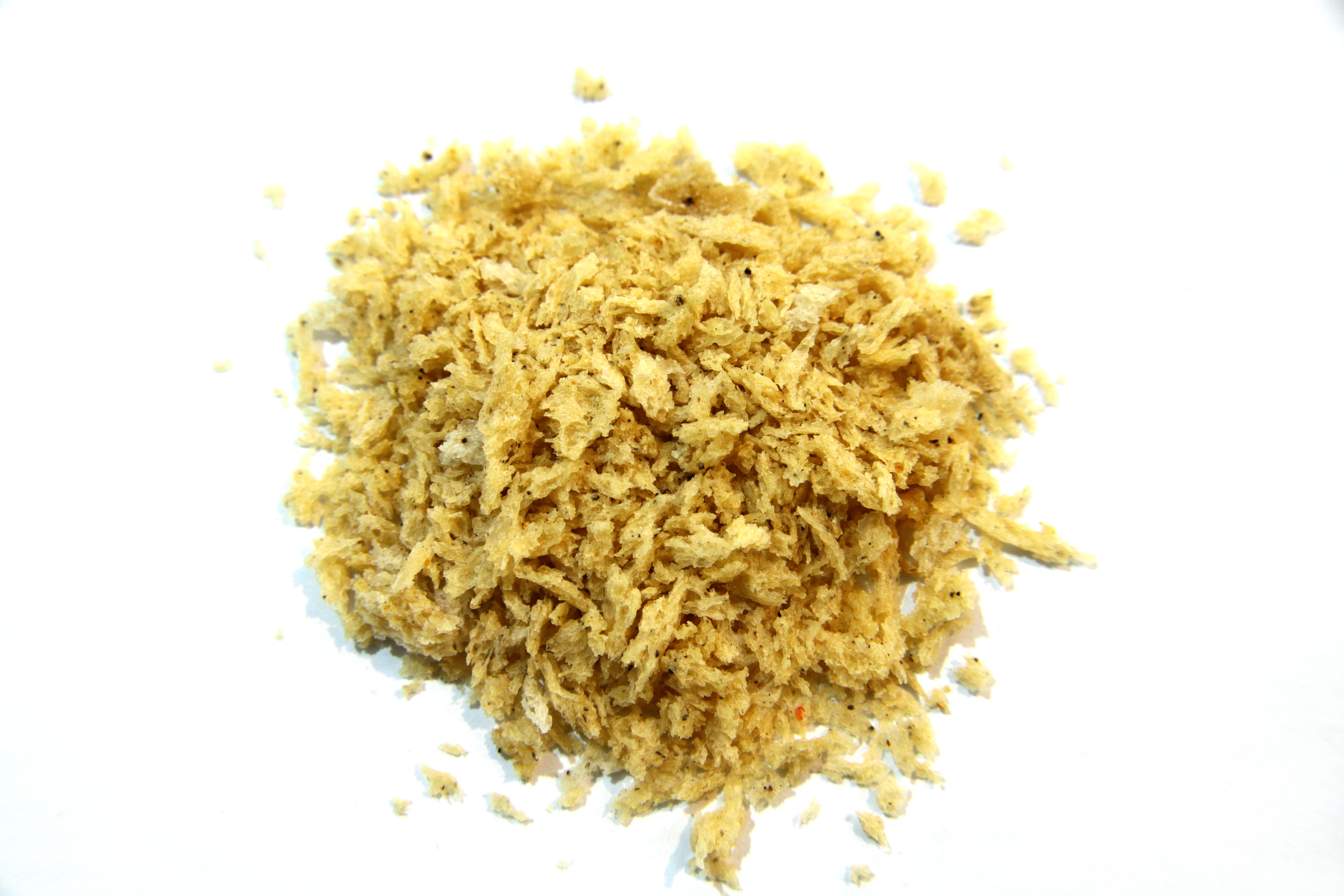
پودر سوخاری پانکو با طعم اسپایسی
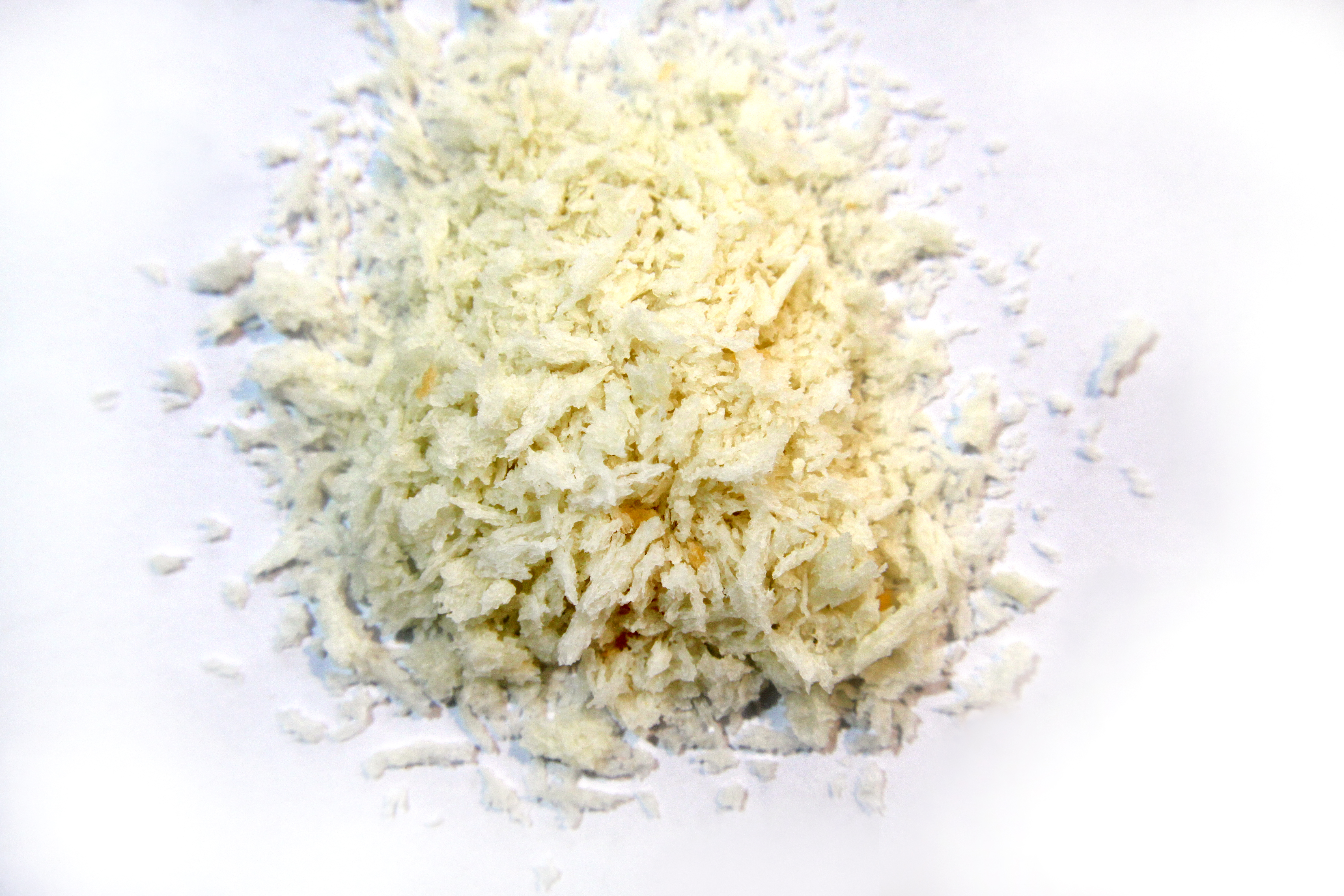
پودر سوخاری سفید پانکو
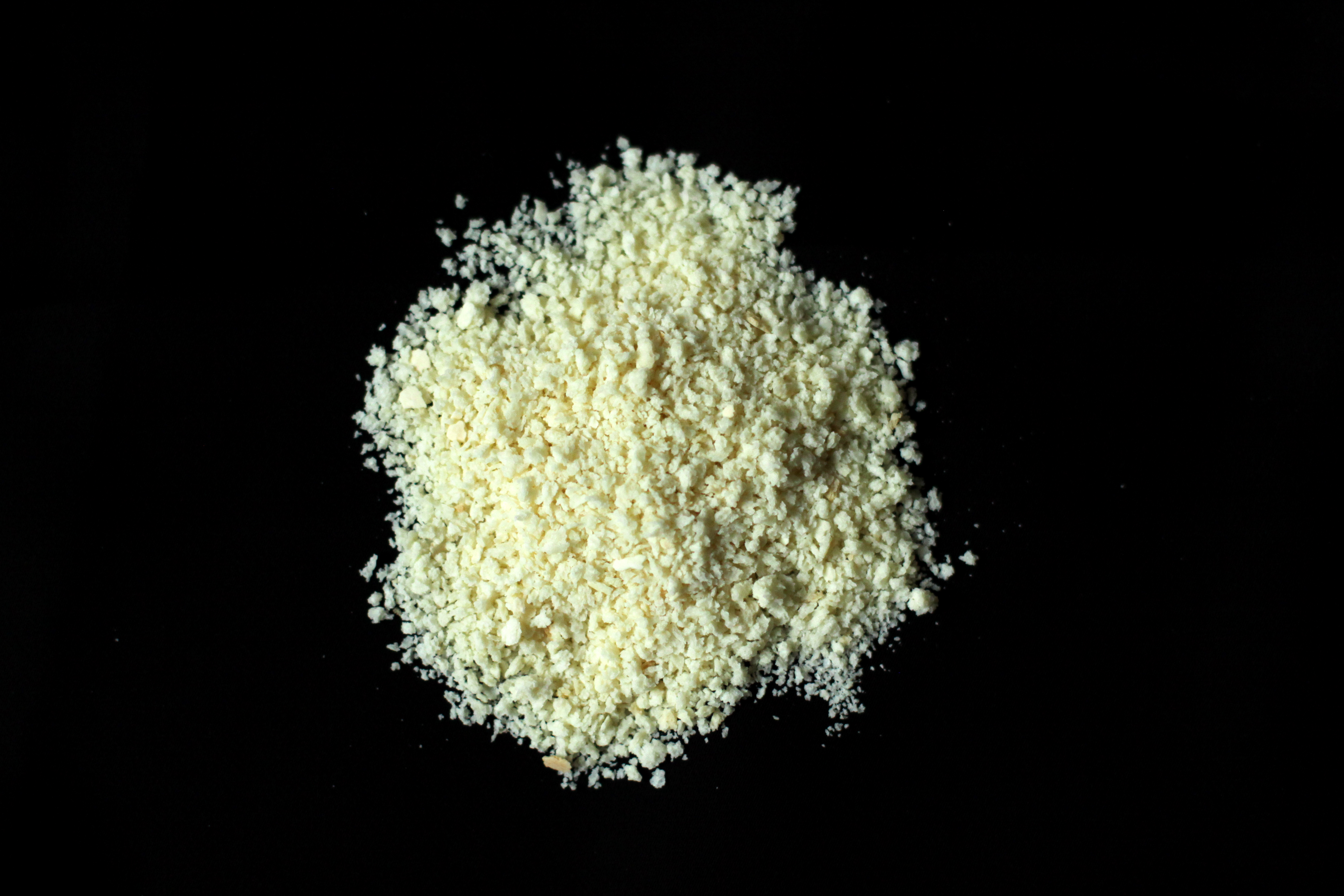
پودر سوخاری ساده، برند آینز
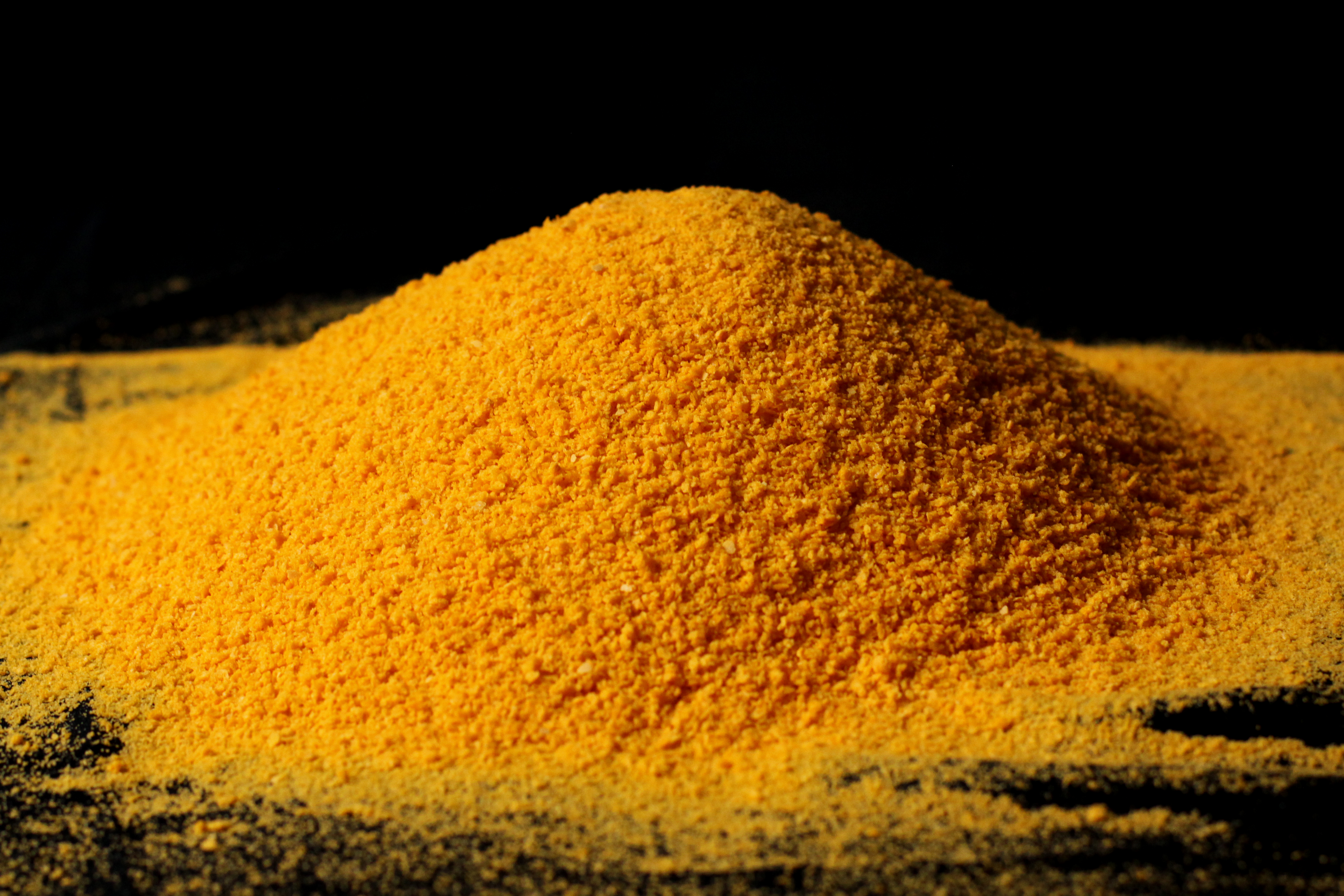
پودر سوخاری نارنجی، برند آینز